# Vidbo församling
Vidbo församling var en församling i Uppsala stift och i Sigtuna kommun i Stockholms län. Församlingen uppgick 1998 i Skepptuna församling.

## Administrativ historik
Församlingen har medeltida ursprung.  
Församlingen utgjorde under medeltiden ett eget pastorat för att därefter till 1962 vara moderförsamling i pastoratet Vidbo och Husby-Långhundra. Från 1962 till 1972 annexförsamling i pastoratet Skepptuna, Lunda, Närtuna, Gottröra, Vidbo och Husby-Långhundra. Från 1972 till 1998 annexförsamling i pastoratet Odensala, Husby-Ärlinghundra, Skepptuna,, Lunda och Vidbo. 1998 uppgick församlingen i Skepptuna församling.

## Kyrkor
- Vidbo kyrka